# Gata de Gorgos
Gata de Gorgos község Spanyolországban, Alicante tartományban. Lakosainak száma 6659 fő (2024). Gata de Gorgos Benissa, Dénia, Llíber, Pedreguer, Senija és Teulada községekkel határos.

## Népesség
A település lakosságának változását az alábbi diagram mutatja:
| Lakosok száma | 4971 | 5212 | 5551 | 6291 | 6283 | 5985 | 5825 | 6049 | 6223 | 6659 |
|               | 2001 | 2004 | 2006 | 2009 | 2011 | 2014 | 2016 | 2019 | 2021 | 2024 |